# Blason
Ein Blason ist in der französischen Literatur ein Preis- oder Scheltgedicht, meist aus paarreimenden Zehn- oder Achtsilblern. Die Form kam Mitte des 15. Jahrhunderts in Frankreich in Mode und war im 16. Jahrhundert sehr beliebt. Der französische Ausdruck blason bezeichnet ursprünglich die Bemalung eines Wappenschildes, weshalb man in der Heraldik auch von Blasonierung spricht.
In epigrammatischer Form wurden dabei zumeist Lobreden oder Satiren über Menschen und Dinge verfasst. Gegenstand des Blasons konnten Krieg oder Liebe sein, am häufigsten aber ging es Verfassern dabei um ein Lob körperlicher Schönheit, wie zum Beispiel in Le Blason du beau tétin (1536, „Blason über das schöne Brüstchen“) von Clément Marot (um 1496–1544):
O Brüstchen, weiß wie Ei und Kreide,

O pralles Brüstchen, blank wie Seide,

O Brüstchen, das der Rose Pracht

Und alle Schönheit schamrot macht,

O Brüstchen fest: Nur Brüstchen? Nein,

Ein Kügelchen von Elfenbein,

Auf dessen Mitte, sanft gespitzt,

Ein Kirschlein, eine Beere sitzt,

Die niemand schmeckte, niemand sah,

Und trotzdem, wett’ ich, ist sie da.

[…]

Wenn man dich sieht, zuckt ein Gelüst

In jede Hand, die männlich ist,

Dich zu betasten, dich zu greifen.

Doch sollt’ man’s besser sich verkneifen,

Dem nachzugeben, streng genommen,

Weil sonst noch andre Wünsche kommen.
Weitere Vertreter der Gattung neben Marot sind Guillaume Alexis (ca. 1445–1486), Pierre Gringore (1475–1539), Eustorg de Beaulieu (1495–1552) und Maurice Scève (ca. 1500–1560). Das Contreblason, die satirische Umkehrung des Blasons, insbesondere des Blasons auf einzelne Teile des weiblichen Körpers (blason anatomique), geriet oft in den Bereich des Obszönen oder es wurde das Unternehmen des Lobpreisens von Körperteilen überhaupt kritisiert, so bei Charles de La Hueterie in Le Contreblason de la beauté des membres du corps humain (1537). 
Indem die solch lockerer Dichtung entgegengesetzten hohen Kunstideale der Pléiade sich durchsetzten, wurde die Form umgestaltet und fortan wurden hochtönige Blasons in hymnischer (hymnes-blasons) und Sonettform (sonnets-blasons) verfasst. 
Im 20. Jahrhundert wurde die Gattung von Paul Éluard, René Etiemble und Régine Detambel in Form von Prosagedichten und Free verse wiederbelebt.

## Sammlungen
- Les Blasons anatomiques du Corps feminin. Ensemble les Contreblasons de nouveau composez et aditionnez. Nicolas Chrestien, Paris 1543 und öfter (zuerst erschienen im Anhang von Leon Battista Albertis Hecatomphilia 1536ff.). Neuausgabe: Blasons anatomiques du corps féminin et contreblasons. Hrsg. von Julien Goeury. Flammarion, Paris 2016, ISBN 978-2-08-133024-5.
- Blasons auf den weiblichen Körper. Ausgewählt und übersetzt von Lothar Klünner. Henssel, Berlin 1981, ISBN 3-87329-512-1.